# Homokfutrinka-rokonúak
A homokfutrinka-rokonúak (Cicindelini) a ragadozó bogarak (Adephaga) alrendjébe sorolt futóbogárfélék (Carabidae) családjában a  homokfutrinka-formák (Cicindelinae) alcsaládjának névadó nemzetsége közel száz leírt nemmel. Ez a taxonómiai csoport közel száz leírt nemzetséget foglal magában, amelyek világszerte előfordulnak. A homokfutrinka-rokonúak jellegzetességei közé tartoznak a hosszú, vékony lábak, amelyek a gyors mozgást segítik, valamint a nagy, összetett szemek, amelyek kiváló látást biztosítanak. A csoport tagjai közismerten aktív ragadozók, amelyek gyakran homokos vagy nyílt területeken élnek.

## Származásuk, elterjedésük

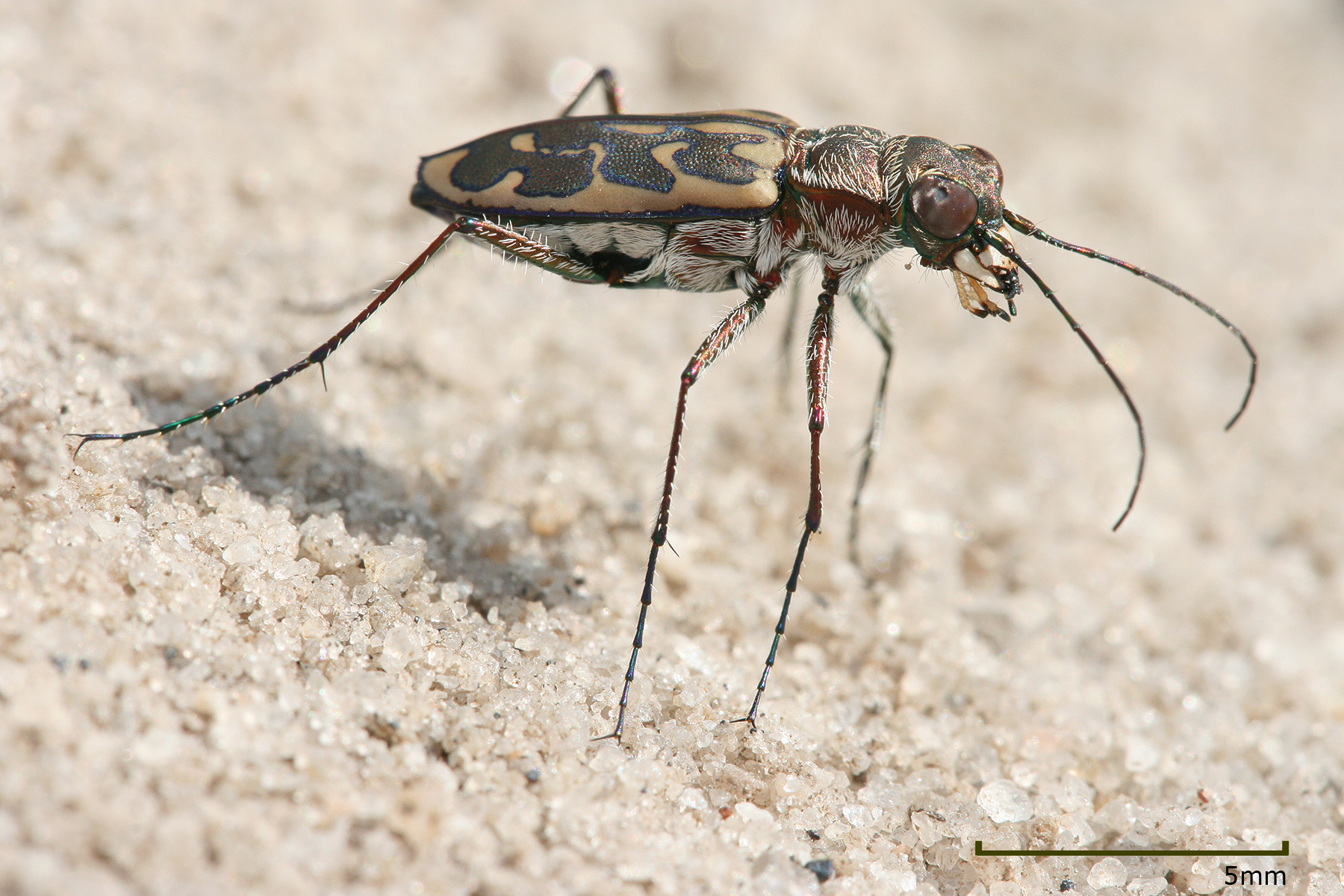
Lophyra sp.

A homokfutrinka-rokonúak (Cicindelini) származása és elterjedése tekintetében az alábbiakat érdemes kiemelni:

### Származás
A homokfutrinka-rokonúak evolúciós eredetük alapján a futóbogárfélék (Carabidae) családján belül fejlődtek ki. A fosszilis bizonyítékok alapján valószínűsíthető, hogy e csoport a mezozoikum során alakult ki, a taxon gyors adaptációja és morfológiai specializációja pedig hozzájárult ahhoz, hogy különböző környezeti feltételekhez alkalmazkodjanak. Az alcsalád tagjainak fejlett érzékszervei és mozgékonysága ragadozó életmódjukhoz igazodott.

### Elterjedés
A homokfutrinka-rokonúak világszerte elterjedtek, különösen a mérsékelt és trópusi régiókban. Előfordulásuk jellemzően homokos, nyílt területekhez kötött, ahol gyors mozgásukat és éles látásukat ragadozó életmódjuk során kihasználhatják. Több fajuk speciális élőhelyi igényeket mutat, például part menti homokdűnék, erdei tisztások vagy sivatagos területek lakói. Egyes fajok az ember által megzavart élőhelyekhez is jól alkalmazkodtak.

## Megjelenésük, felépítésük
A homokfutrinka-rokonúak (Cicindelini) jellegzetes megjelenésű bogarak, amelyek számos morfológiai tulajdonságuk révén könnyen felismerhetők. Külső megjelenésük és anatómiai felépítésük a ragadozó életmódhoz igazodott.

#### Méretük és alakjuk
A homokfutrinka-rokonúak mérete általában közepes, testhosszuk 10–20 milliméter között változik, bár néhány faj ennél kisebb vagy nagyobb is lehet. Testük karcsú és hosszúkás, aerodinamikus felépítése gyors mozgást és kiváló manőverezési képességet biztosít.

#### Színük és mintázatuk
Testük gyakran fémesen csillogó, élénk színezetű, ami irizáló zöld, kék, lila vagy bronzos árnyalatokban pompázik. Számos faj esetében világos pöttyök vagy mintázatok találhatók az evezőpajzs (elülső szárnyfedő) felületén, amelyek álcázást és kommunikációt szolgálnak.

#### Fej és érzékszervek
- Fej: Széles és lapos, nagy, összetett szemekkel, amelyek kiváló látást biztosítanak, különösen gyors mozgás közben.
- Rágók: Hosszú és erős rágóik vannak, amelyek lehetővé teszik számukra, hogy zsákmányukat gyorsan megragadják és feldarabolják.
- Csápok: Szálas csápjaik érzékszervként működnek, segítve a tájékozódást és a zsákmány észlelését.

#### Tor és lábak
- Tor: Három jól fejlett szelvényből áll, amelyhez erős izmok kapcsolódnak, ezek biztosítják a lábak mozgását és a repülést.
- Lábak: Hosszú, vékony lábaik vannak, amelyek gyors mozgást és ugrást tesznek lehetővé. Lábaik végén karmok találhatók, amelyek segítenek a tapadásban és a zsákmány megragadásában.

#### Potroh és szárnyak
- Potroh: Hosszúkás és keskeny, alatta rejtett szárnyak találhatók.
- Szárnyak: Elülső szárnyfedőjük kemény, chitinnel borított, ami védi az alattuk található hártyás hátsó szárnyakat, amelyek a repüléshez szükségesek.

#### Szín- és formai variációk
A fajok között nagyfokú variabilitás figyelhető meg, mind színben, mind méretben. Ezek a különbségek gyakran az élőhelyhez vagy az adott földrajzi régióhoz való adaptációt tükrözik.
Ez a morfológiai felépítés kiválóan alkalmassá teszi a homokfutrinka-rokonúakat a gyors és hatékony vadászatra, ami életmódjuk fő jellemzője.

## Életmódjuk, élőhelyük

#### Életmódjuk
A homokfutrinka-rokonúak életmódja ragadozó jellegű, melyet gyors mozgásuk, éles érzékszerveik és fejlett vadászati technikáik jellemeznek. Ezek a bogarak aktív nappali vadászok, amelyek rövid rohamokkal és gyors mozdulatokkal ejtik el zsákmányukat.
- Táplálkozás: Zsákmányuk általában kisebb rovarokból és más ízeltlábúakból áll, amelyeket erős rágóikkal darabolnak fel és fogyasztanak el. Gyorsaságuk és látásuk révén kiválóan alkalmasak a mozgékony zsákmány elkapására.
- Vadászati technikák: A homokfutrinkák gyors kitörésekkel üldözik zsákmányukat, majd erős rágóikkal ragadják meg. Kiváló látásuk segíti őket abban, hogy nagy távolságból észleljék prédájukat.
- Szaporodás: A nőstények petéiket általában homokos talajba rakják. A lárvák maguk ásta üregekben fejlődnek, ahol szintén ragadozó életmódot folytatnak, a közelükbe kerülő apró állatokat zsákmányolva.

#### Élőhelyük
A homokfutrinka-rokonúak élőhelye változatos, de általában nyílt, napsütötte területeket részesítenek előnyben. Ez az élőhelyválasztás tükrözi mozgékonyságukat és vadászati szokásaikat.
- Homokos területek: Nevükhöz híven gyakran fordulnak elő homokos élőhelyeken, például folyópartokon, homokdűnéken, strandokon és száraz pusztákon. Ezeken a területeken könnyedén mozognak, és zsákmányt is bőven találnak.
- Nyílt tisztások és erdőszélek: Az erdők nyitottabb területein és tisztásain szintén gyakoriak, ahol a napsütés biztosítja számukra az aktív vadászathoz szükséges meleget.
- Városi környezet: Egyes fajok alkalmazkodtak az emberi jelenléthez, például kertekben, parkokban vagy utak mentén is előfordulhatnak.

#### Ökológiai szerepük
A homokfutrinka-rokonúak fontos szerepet töltenek be a helyi ökoszisztémákban, mivel szabályozzák a kisebb rovarpopulációk méretét. Gyakran bioindikátorként is használják őket, mivel jelenlétük érzékenyen tükrözi az élőhelyük állapotát.
Ezek az élőhelyi és életmódbeli sajátosságok teszik a homokfutrinka-rokonúakat az ökoszisztéma különleges és hasznos tagjaivá.

## Rendszertani felosztása
A nemzetséget hat alnemzetségre bontják.
Alnemzetségek és nemek:
- Cicindelina 47 nemmel
  - Abroscelis
  - Antennaria
  - Apteroessa
  - Archidela
  - Bennigsenium
  - Brasiella
  - Callytron
  - Calomera
  - Cassolaia
  - Cephalota
  - Chaetodera
  - homokfutrinka (Cicindela)
  - Cratohaerea
  - Cylindera
  - Dromicoida
  - Dromochorus
  - Ellipsoptera
  - Enantiola
  - Eunota
  - Eurymorpha
  - Euzona
  - Grandopronotalia
  - Guineica
  - Habrodera
  - Habroscelimorpha
  - Hypaetha
  - Jansenia
  - Leptognatha
  - Lophyra
  - Macfarlandia
  - Manautea
  - Micromentignatha
  - Microthylax
  - Myriochila
  - Naviauxella
  - Neocicindela
  - Neolaphyra
  - Notospira
  - Opilidia
  - Orthocindela
  - Polyrhanis
  - Prothymidia
  - Rivacindela
  - Salpingophora
  - Sumlinia
  - Thopeutica
  - Zecicindela

- Iresina

- - Diastrophella
  - Distipsidera
  - Eucallia
  - Euprosopus
  - Iresia 10 nemmel
  - Langea
  - Megalomma
  - Nickerlea
  - Rhysopleura
  - Rhytidophaena

- Odontocheilina 6 nemmel
  - Brzoskaicheila
  - Eulampra
  - Mesochila
  - Odontocheila
  - Opisthencentrus
  - Pentacomia

- Oxychilina 3 nemmel

- - Cheiloxya
  - Oxycheila
  - Pseudoxycheila

- Prothymina 32 nemmel
  - Baloghiella
  - Caledonica
  - Caledonomorpha
  - Calyptoglossa
  - Cenothyla
  - Cheilonycha
  - Darlingtonica
  - Dilatotarsa
  - Dromica
  - Euryarthron
  - Heptodonta
  - Neochila
  - Odontocheila
  - Opisthencentrus
  - Oxygonia
  - Oxygoniola
  - Paraphysodeutera
  - Pentacomia
  - Peridexia
  - Phyllodroma
  - Physodeutera
  - Pometon
  - Prepusa
  - Probstia
  - Pronyssa
  - Pronyssiformia
  - Prothyma
  - Ronhuberia
  - Socotrana
  - Stenocosmia
  - Vata
  - Waltherhornia

- Theratina egyetlen nemmel

- - Therates